# Commission Machelon
La commission Machelon a pour but d'étudier les relations des différents cultes avec le pouvoir en France. Il s'agit en fait de la commission de réflexion juridique sur les relations des cultes avec les pouvoirs publics. Elle fut créée en 2005, dans le cadre du 100e anniversaire de la séparation des Églises et de l'État, par Nicolas Sarkozy, alors Ministre d'État, ministre de l'Intérieur et de l'Aménagement du territoire.
Cette commission tient son nom de son président, Jean-Pierre Machelon. Le 20 septembre 2006, elle a remis son rapport à Nicolas Sarkozy.

## Composition de la commission
- Président : 
  - Jean-Pierre Machelon, professeur a l'université René Descartes - Paris V, doyen de la faculté de droit, directeur d'étude à l’École pratique des hautes études

- Rapporteur : 
  - Laurence Marion, maître des requêtes au Conseil d’État

- Membres :
  - Laurence Botbol-Lalou, avocat à la Cour
  - Charles Choucroy, avocat au conseil d’État et à la Cour de cassation (décédé durant ses fonctions les 31 juillet 2006)
  - Jean-François Colosimo, professeur à l'Institut de théologie orthodoxe Saint-Serge
  - Jean-Claude Groshens, conseiller d’État honoraire
  - Yves Gaudemet, professeur des universités
  - Chems-Eddine Hafiz, avocat à la Cour
  - Jean-Michel Lemoyne De Forges, professeur des universités
  - Francis Messner, directeur de recherche au CNRS
  - Pierre-Henry Prélot, professeur des universités
  - Thierry Rambaud, professeur des universités
  - Jean-Daniel Roque, historien
  - Aslam Timol, économiste
  - Jean-Paul Willaime, directeur d'études a l’École pratique des hautes études, directeur de l'IESR
  - Jean-Marie Woehrling, Président de tribunal administratif